# Свиридов, Валентин Георгиевич
Валентин Георгиевич Свиридов (12 марта 1946, Москва — 28 сентября 2019, Россия) — доктор технических наук, профессор, заведующий кафедрой инженерной теплофизики МЭИ (2003—2009).

## Биография
Валентин Георгиевич Свиридов родился в 1946 году в Москве.
В 1970 году окончил Московский энергетический институт и с этого года работал в МЭИ. Учился в аспирантуре. В 1974 году защитил кандидатскую диссертацию. В 1989 году защитил докторскую диссертацию на тему: «Исследование гидродинамики и теплообмена в каналах применительно к проблемам создания термоядерного энергетического реактора». Получил учёную степень доктора технических наук.
С 1993 года Валентин Свиридов — профессор кафедры инженерной теплофизики. С 2003 по 2009 года работал в должности заведующего кафедрой инженерной теплофизики МЭИ.

## Научная деятельность
Область научных интересов: методы и техника теплофизического эксперимента, гидродинамика и теплообмен однофазных жидкостей и жидких металлов, средства и системы автоматизации научных исследований, физика турбулентности, магнитная гидродинамика и др. .
В. Свиридов является руководителем научной школы, занимающейся исследованиями МГД-теплообмена жидких металлов. Эта школа была создана в МЭИ в 60-х годах XX века и занималась фундаментальными исследованиями проблем использования жидкометаллических теплоносителей в термоядерной и ядерной энергетики.
Под руководством В. Свиридова на кафедре инженерной теплофизики МЭИ внедрялись информационно-измерительные технологии в теплофизическом эксперименте.
Валентин Георгиевич имеет более десятка патентов на изобретения, является автором около 250 научных работ. Под его руководством подготовлены и защищены 11 кандидатских и 1 докторская диссертации. В настоящее время входит в несколько диссертационных советов, является членом Национального комитета РАН по тепло- и массообмену.
В 2000-х года им в МЭИ была создана Научно-производственная фирма «Центр автоматизации теплофизических исследований», занимающаяся разработками и внедрением систем автоматизации измерений и испытаний оборудования.

### Труды
- Развитие экспериментальной базы исследований МГД-теплообмена перспективных ядерных энергоустановок (в соавторстве). ТВТ, 53:6 (2015), с. 934—937.
- Пульсации температуры в МГД-потоке жидкого металла в горизонтальной неоднородно обогреваемой трубе (в соавторстве). ТВТ, 53:5 (2015), с. 773—781.
- К вопросу о структуре температурного поля при турбулентном течении в трубах (в соавторстве). ТВТ, 17:3 (1979), 531—538
- Температурные поля и теплоотдача при турбулентном течении жидкого металла на начальном термическом участке (в соавторстве). ТВТ, 16:6 (1978), с. 1243—1249.
- Баланс «энергии» пульсаций температуры при турбулентном течении ртути в круглой трубе (в соавторстве). ТВТ, 13:2 (1975), 354—360.
- Структура температурных возмущений в турбулентном потоке ртути в круглой трубе (в соавторстве). ТВТ, 13:1 (1975), с. 146—150.